# تکنوراتی
تکنوراتی موتور جستجویی مخصوص وبلاگ‌ها است که از اوت سال ۲۰۰۶ شروع به فعالیت کرد. تکنوراتی حدود ۵۵ میلیون وب‌گاه را شاخص گذاری می‌کند. تکنوراتی توسط دیو سیفری ساخته شد. مقر این شرکت در سانفرانسیسکو است.
این موتور جستجو وابسته به آگهی است.